# رودي غاليندو
رودي غاليندو (بالإنجليزية: Rudy Galindo)‏ هو متزلج فني أمريكي، ولد في 7 سبتمبر 1969 في سان خوسيه في الولايات المتحدة.

## وصلات خارجية
- رودي غاليندو على موقع IMDb (الإنجليزية)
- رودي غاليندو على موقع ألو سيني (الفرنسية)
- رودي غاليندو على موقع قاعدة بيانات الفيلم (الإنجليزية)